# Chiang Mai

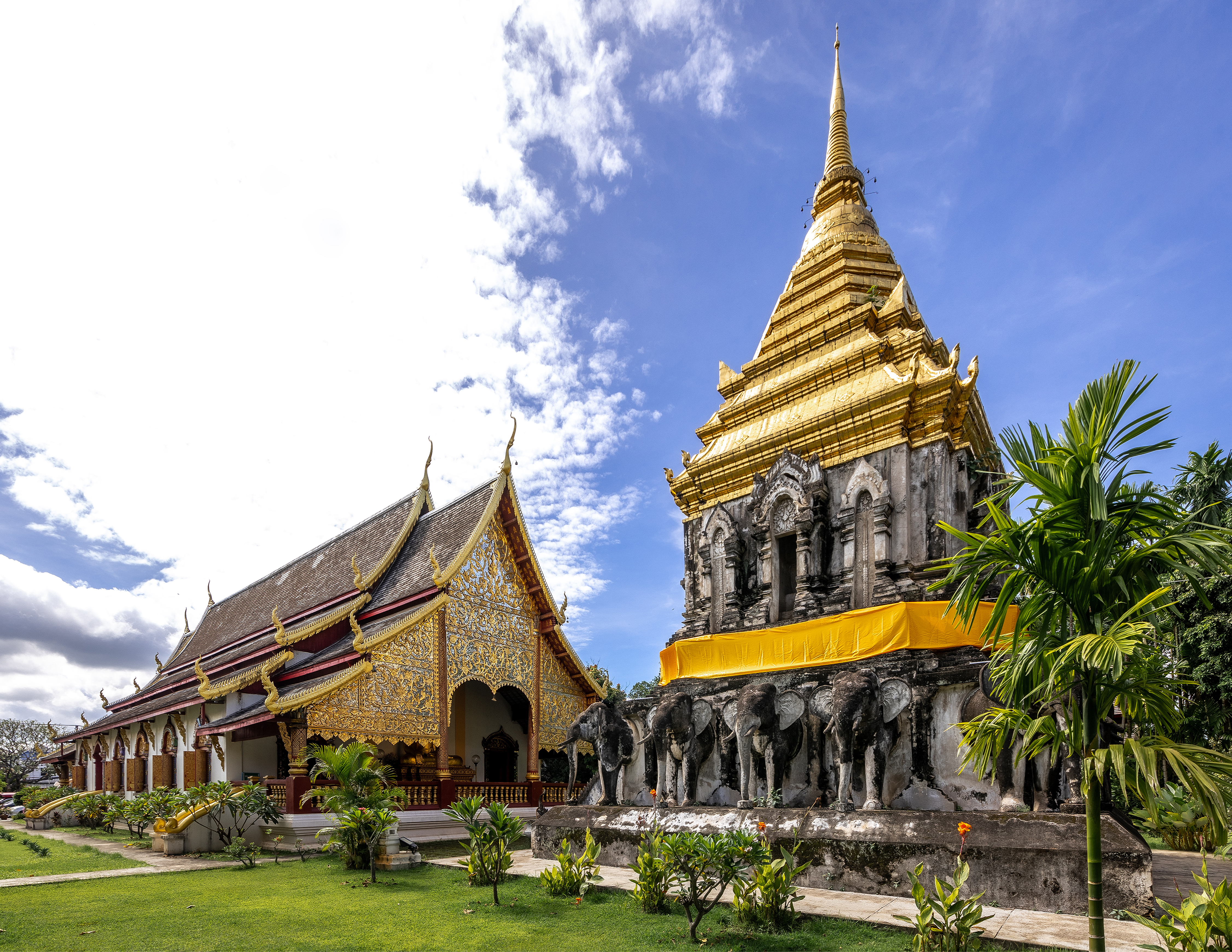
Wat Chiang Man w Chiang Mai

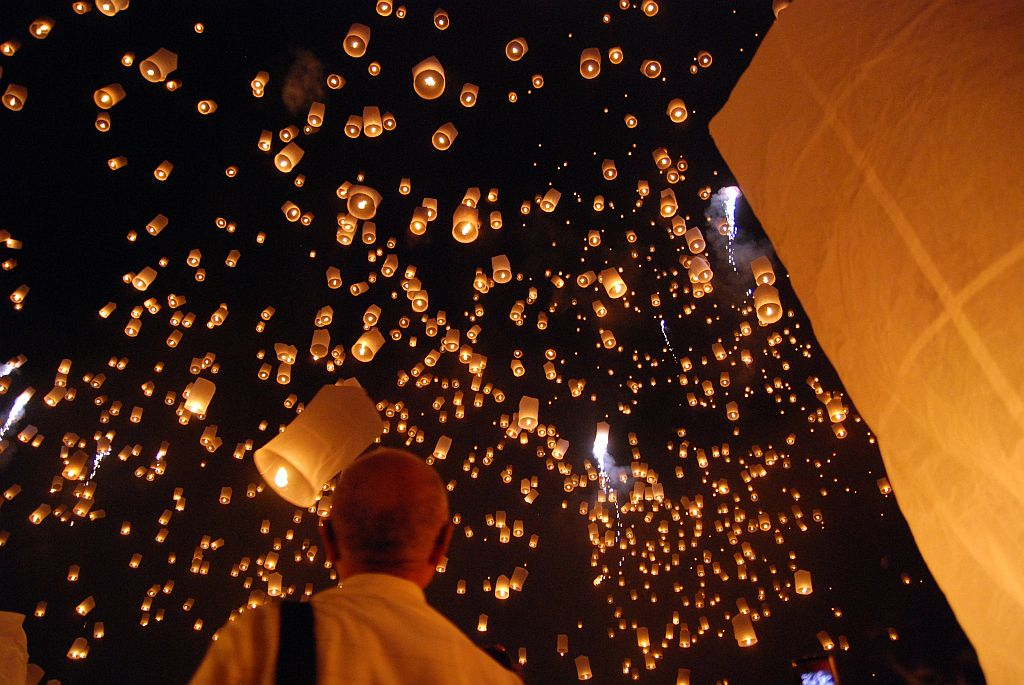
Święto Loy Krathong

Chiang Mai (taj. เชียงใหม่, pol. dosł. „nowe miasto”) – miasto w północnej Tajlandii, nad rzeką Ping (dopływ Menamu), ośrodek administracyjny prowincji Chiang Mai i drugie co do wielkości miasto w Tajlandii. W 2022 roku liczyło ok. 1,2 miliona mieszkańców.

## Geografia
Największe miasto w północnej Tajlandii – położone nad rzeką Ping 335 m n.p.m., ośrodek administracyjny prowincji Chiang Mai. Stare miasto z ruinami wielu XIII–XIV-wiecznych watów znajduje się na zachodnim brzegu rzeki – na wschodnim rozrosło się miasto współczesne.  

## Historia
W XIII w. w konsekwencji najazdu chana mongolskiego Kubilaja plemiona tajskie przeniosły się na te tereny z południowych Chin. Ich władca – Mangrai (1239–1311) – założył w roku 1296 miasto Chiang Mai (pol. dosł. „nowe miasto”) jako nową stolicę królestwa Lanna (pol. dosł. „królestwo miliona pól ryżowych”). Umocnione miasto wzniesiono na planie czworoboku, prawie kwadratu, z symbolicznym odzwierciedleniem postaci człowieka (z głową, plecami, brzuchem, rękami i nogami), oddając symboliczne połączenie człowieka z naturą. Według legendy, miasto zbudowało prawie 100 tys. robotników w 4 miesiące. Mangrai rządził królestwem rezydując w Chiang Mai przez kolejne 20 lat, aż do swojej śmierci przez uderzenie pioruna, do której doszło w samym centrum miasta. Od tego czasu mieszkańcy wierzyli, że Mangrai stał się „aniołem stróżem” miasta mieszkającym w miejscu, gdzie uderzył piorun i gdzie stoi świątynia Wat Sadue Muang (pol. dosł. „świątynia pępka miasta”. Według innej wersji Mangrai zachorował i przeniósł się do Wiang Kum Kam, gdzie zmarł. Królestwo Lanna przeżywało swój rozkwit za panowania szóstego króla Kueny (1355–1385) i dziewiątego – Tilokraja (1441–1487).    
W 1558 roku Chiang Mai zostało zdobyte przez Birmańczyków pod przywództwem króla Bayinnaunga (1516–1581) i pozostawało pod ich kontrolą przez 200 lat. W tym okresie miasto podupadło.  
W 1775 roku grupa książąt z Lanny zbuntowała się przeciwko Birmańczykom i wsparła militarną kampanię Syjamu, by wyprzeć Birmańczyków. Walki trwały przez prawie 20 lat a Chiang Mai – pomiędzy Syjamem a Birmą – przez większość czasu znajdowało się na linii frontu. Jego mieszkańcy ewakuowali się w bezpieczniejsze okolice a opuszczone miasto uległo zniszczeniu. Po wygranej Syjamu, w 1796 roku książę Kawila przy wsparciu z Bangkoku odbudował Chiang Mai, które stało się głównym ośrodkiem Lanny. 
W 1824 roku Birmą zaczęli rządzić Brytyjczycy, którzy po wygranej II wojnie brytyjsko-birmańskiej zajęli Dolną Birmę w 1852 roku. W 1855 roku, Syjam pod presją brytyjską podpisał Traktat Bowringa; następne umowy dotyczące północnych miast Syjamu podpisano w 1874 i 1883 roku. Wielka Brytania nominowała swojego pierwszego konsula na północy – konsula w Chiang Mai. Chiang Mai przyłączyło się do polityki otwartych drzwi Bangkoku, otwierając się na kontakty handlowe i kulturowe z zagranicą. Po reformie administracyjnej w 1884 roku, Chiang Mai stało się siedzibą specjalnego komisarza Północy, którym został brat króla Chulalongkorna (1853–1910). W okresie tym usprawniono komunikację z Syjamem – w 1888 roku Chiang Mai i Bangkok połączyła pierwsza linia telegraficzna a w 1919 roku linia kolejowa. Po reformie administracyjnej i wprowadzeniu demokracji w 1932 roku, monarcha Chiang Mai został zastąpiony przez rząd nominowany przez rząd centralny.

## Gospodarka
W mieście rozwinął się przemysł metalowy, skórzany, włókienniczy, spożywczy oraz drzewny.

## Architektura
W obrębie murów miejskich Chiang Mai znajduje się 40 watów (świątyń buddyjskich), a w okolicy setki, m.in.:
- Wat Chiang Man – pierwsza świątynia zbudowana za panowania Mangraia w 1296 roku[4]. W głównym sanktuarium znajduje się najstarsze przedstawienie Buddy stworzone w królestwie Lanna z 1465 roku[6].
- rynek wzniesiony za panowania Mangraia w 1296 roku[4]
- Wat Pra Choa Mangrai – świątynia zbudowana przez króla Magraia w 1296 roku[4]
- Wat Chang Lam – świątynia zbudowana przez króla Magraia[4]
- Wat Phra Singh – świątynia zbudowana za panowania Phayu w latach 1345–1355[4]. Znajduje się tu posąg Buddy Phra Singh – cel pielgrzymek – który miał zostać przywieziony do Tajlandii ze Sri Lanki i stanąć w niewielkiej kaplicy w 1367 roku[6].
- Wat Chedi Luang – świątynia zbudowana przez króla Saena Muanga Ma w 1411 roku[4]. Do 1475 roku w świątyni tej znajdował się słynny posąg Szmaragdowego Buddy (obecnie w świątyni Wat Phra Kaew w Bangkoku)[6]. W 1995 roku król Tajlandii podarował świątyni jadeitową replikę posągu[6]. Wat Chedi Luang była najprawdopodobniej największą budowlą w dawnym Chiang Mai, ale czubek jej stupy został zniszczony – albo wskutek trzęsienia ziemi albo ostrzału artyleryjskiego przez Birmańczyków w 1775 roku[6]. Na terenie świątyni, w małej kaplicy, znajduje się Lak Meuang – filar miasta wzniesiony przez króla Magraia, który może być oglądany jedynie przez mężczyzn[6].
- Wat Moh Kam Duang – świątynia zbudowana przez króla Tilokaraja w 1476 roku[4]
- Wat Kuan Ka Ma – świątynia zbudowana przez króla Yoda Chiangraia w 1492 roku[4]
- Wat Duang Dee – świątynia zbudowana przez króla Muanga Kaewa w 1496 roku[4]
- Wat Chai Pra Kiat – świątynia zbudowana przez króla Muanga Kaewa w 1517 roku[4]
- Wat Hua Kuang-Saen Muangmas – świątynia zbudowana przez króla Muanga Kaewa w 1521 roku[4]
- Kum Bureerat – pałac króla Kaewa Mun Muanga[4]

W 2015 roku pomniki i krajobraz kulturowy Chiang Mai zostały wpisane na tajlandzką listę informacyjną UNESCO – listę obiektów, które Tajlandia zamierza rozpatrzyć do zgłoszenia do wpisu na listę światowego dziedzictwa UNESCO.

## Turystyka
Miasto stanowi bazę wypadową do trekkingu w pobliskie góry, w których można zwiedzić wioski górskich plemion Akha, Lahu, Hmong, Mien, Karen i Lisu. Inną atrakcją przyciągającą turystów jest malowniczy nocny bazar oraz hucznie obchodzone festiwale, zwłaszcza Loy Krathong i Songkran.